# Michael Wachter
Michael Wachter (* 15. März 1841 in Reilingen; † 6. August 1907 in Freiburg im Breisgau) war ein deutscher Lithograf und Kalligraf der in den Jahren von 1869 bis 1900 in Freiburg wirkte.
Er besaß eine eigene lithographische Kunstanstalt mit Druckerei. Sein Haupttätigkeitsfeld waren historische Lithographien und Postkarten. Er trug den Titel eines Hoflithografen.

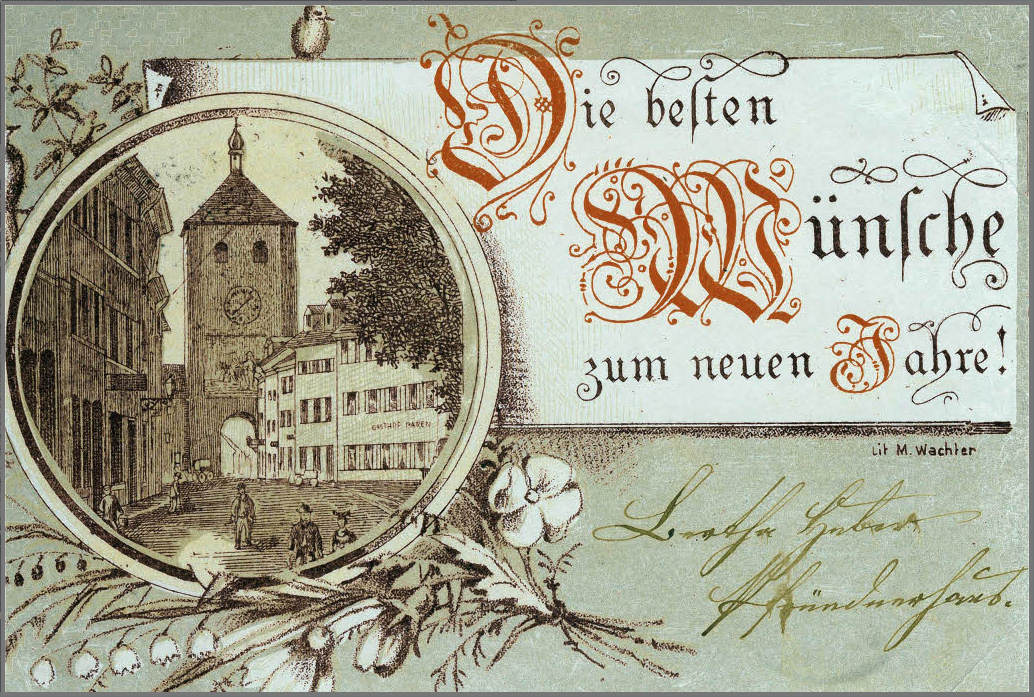
Das Schwabentor und der Gasthof zum Bären in Freiburg

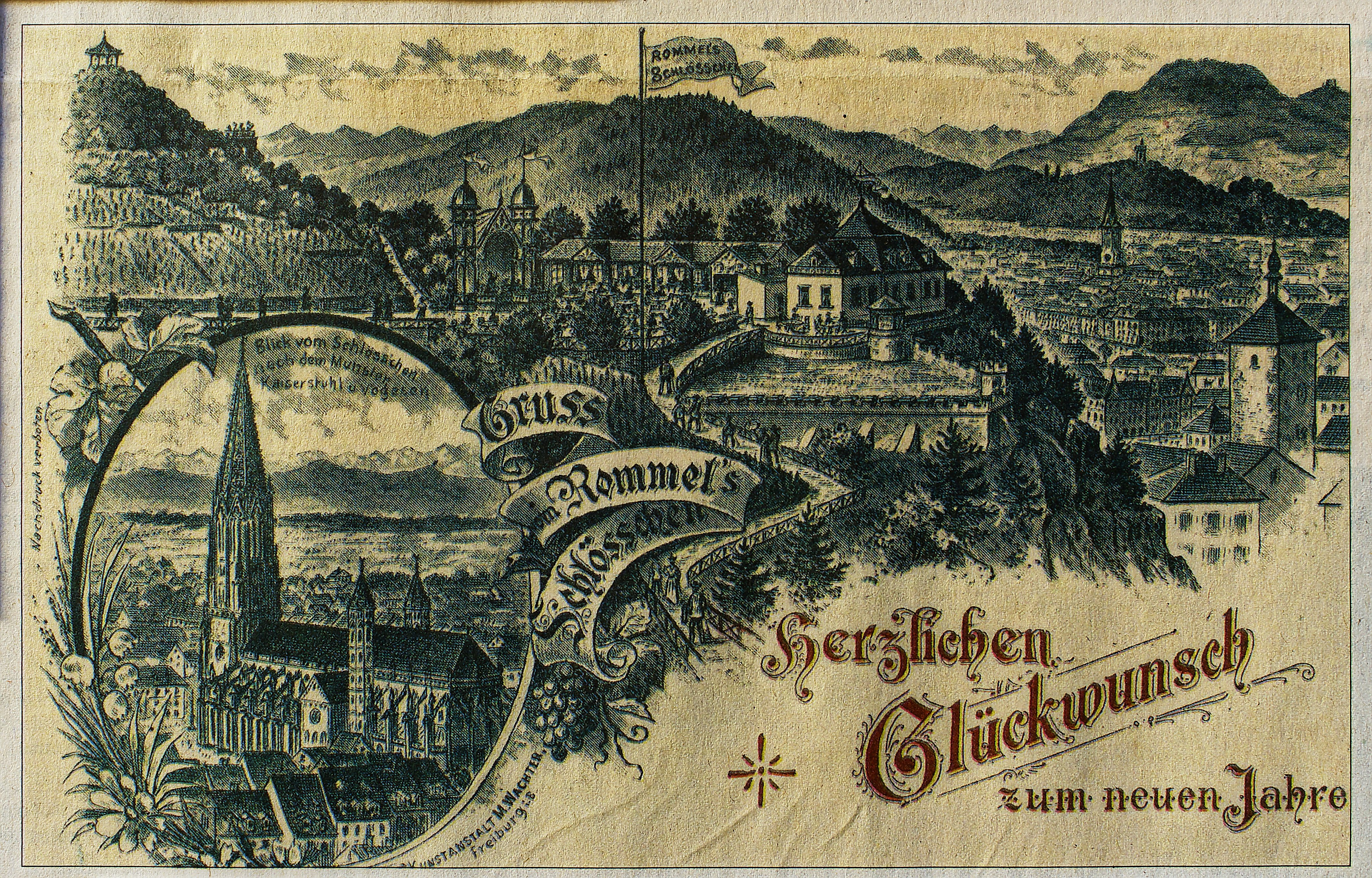
Das Greiffeneggschlössle in Freiburg